# Меоре Мохаші
Меоре Мохаші (груз. მეორე მოხაში) — село в Грузії.
За даними перепису населення 2014 року в селі проживає 139 осіб.